# Núvol negre baixista
Un Núvol negre baixista (en anglès: Bearish Dark Cloud Cover) és un patró d'espelmes japoneses format per dues espelmes que indica un possible canvi de tendència alcista; rep aquesta denominació perquè la segona espelma negra que el forma seria el núvol negre. És un fort senyal de canvi de tendència alcista que apareix al capdamunt d'aquesta o, a vegades, en una zona de congestió.

## Criteri de reconeixement
1. La tendència prèvia és alcista.
2. Es forma una primera gran espelma blanca
3. L'endemà s'obre amb gap a l'alça (per sobre de l'ombra superior de l'espelma prèvia)
4. Però finalment s'acaba tancant a la baixa (espelma negra) amb un tancament prop del low, i enmig o per sota del cos de l'espelma blanca anterior

## Explicació
En un context de tendència alcista l'espelma blanca i el gap alcista sembla confirmar la tendència, però l'aparició de l'espelma negra indica tancament de posicions llargues i que els bears han pres totalment el control del mercat.

## Factors importants
Els bears han obert massivament posicions curtes, i tenen com a indicador de l'stop el high de l'espelma negra. Quan més avall sigui el tancament de l'espelma negra més força tenen els bears. La fiabilitat d'aquest patró és molt alta, però si el tancament es produeix en la meitat superior del cos de la blanca es recomana la confirmació l'endemà en forma gap baixita, un trencament de tendència, o una nova espelma negra amb tancament inferior. Com en totes les formacions d'espelmes japoneses, la seva fiabilitat en darrera instància depèn del lloc on es forma, essent més rellevant si es forma prop d'una resistència; així mateix quan més gran sigui el gap alcista d'obertura previ omplert per l'espelma negra i, per tant, més llarga sigui aquesta, més significativa serà.